# Marea Câmpie Ungară

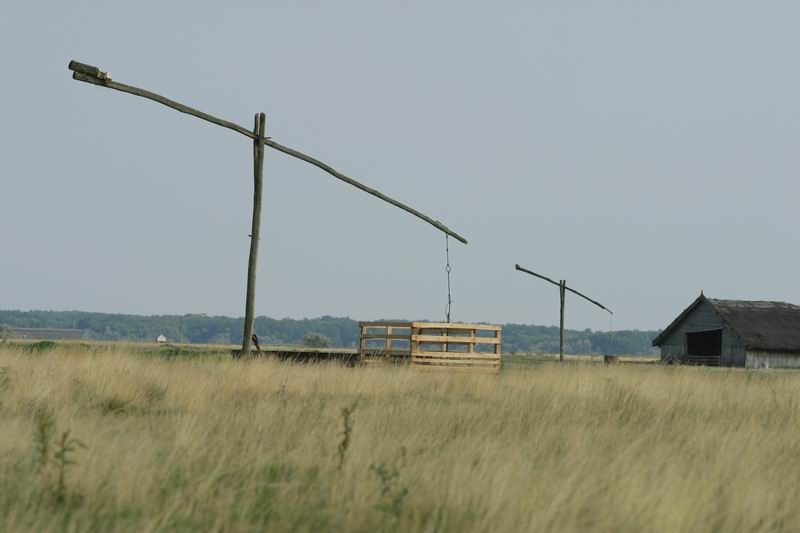
Peisaj tipic din Marea Câmpie Ungară (puszta) - Fermă la Hortobágy, Ungaria

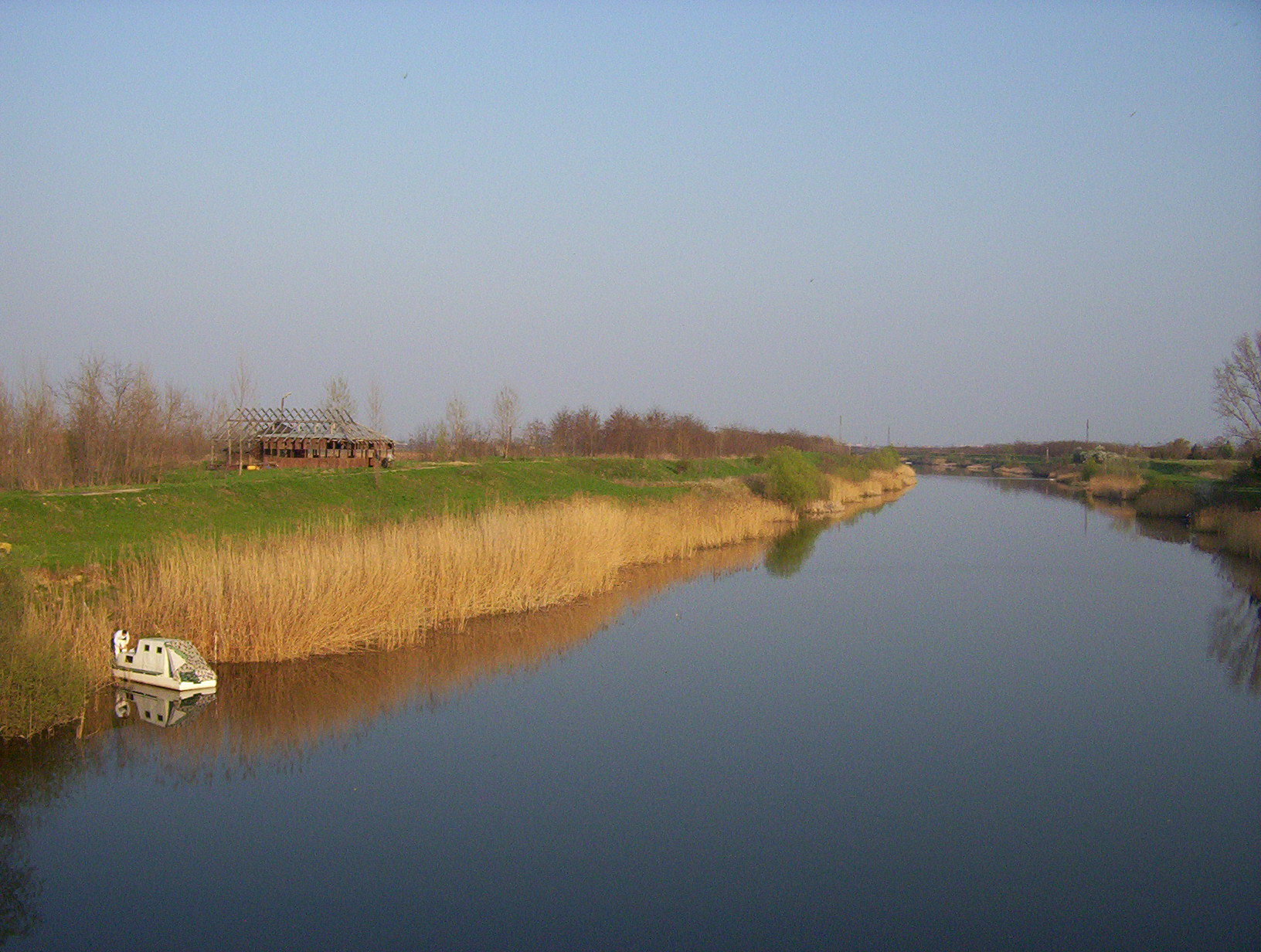
Peisaj din Marea Câmpie Ungară - Canalul Dunăre-Tisa-Dunăre în apropiere de satul Rumenka, Novi Sad, Serbia

Marea Câmpie Ungară (maghiară Alföld sau  Nagy Alföld - Marele Alföld) este o câmpie situată în Europa Centrală, în cea mai mare parte pe teritoriul actual al Ungariei. Aceasta mai cuprinde regiuni din: 
- estul Slovaciei și colțul sud-vestic al Ucrainei.
- vestul României (Câmpia de Vest)
- nord-estul Croației și nordul Serbiei

Câmpia aparține Bazinului Panonic.